# Brunnthal
Brunnthal este o comună din districtul München, regiunea administrativă Bavaria Superioară, landul Bavaria, Germania.

## Date administrative

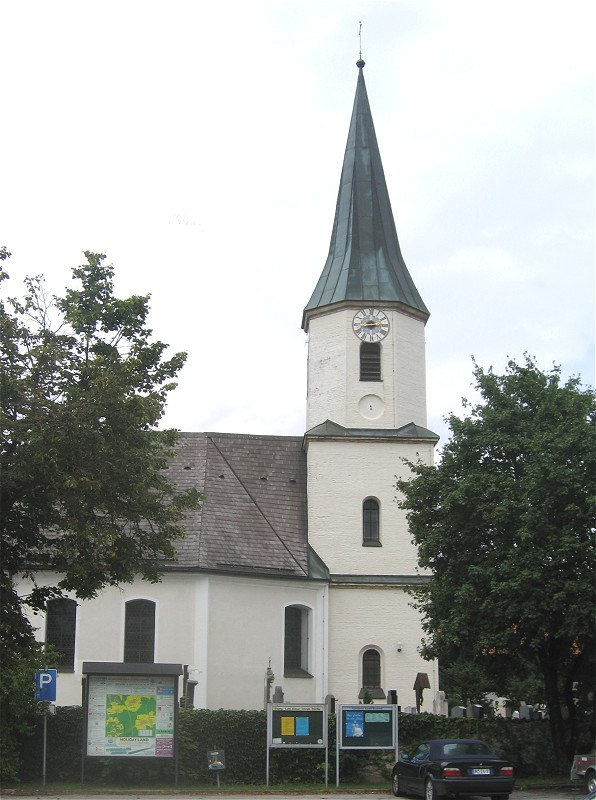
Brunnthal

Comuna Brunnthal are în componență următoarele 10 subdiviziuni administrative:
| - Brunnthal - Englwarting - Faistenhaar - Hofolding - Kirchstockach | - Neukirchstockach - Otterloh - Portenläng - Riedhausen - Waldbrunn |